# 尼德豪森
尼德豪森是德国莱茵兰-普法尔茨州的一个市镇。总面积5.31平方公里，总人口515人，其中男性260人，女性255人（2011年12月31日），人口密度97人/平方公里。